# Hector Tiberghien
Hector Tiberghien (Wattrelos, 18 febbraio 1890 – Neuilly-sur-Seine, 16 agosto 1951) è stato un ciclista su strada belga.
Professionista dal 1911 al 1924, vinse la Parigi-Tours nel 1919.

## Carriera
Nel 1909, ancora dilettante, fu quinto alla Liegi-Bastogne-Liegi, mentre nel 1911, correndo come indipendente, fu quarto alla Parigi-Roubaix. Nel 1912 corse per la squadra francese Griffon, conquistando un quarto posto alla Parigi-Bruxelles ed un settimo posto al Tour de France. Nel 1913 passò alla Peugeot-Wolber, senza ottenere risultati di rilievo, mentre nel 1914 corse per la Delage-Continental, terminando all'ottavo posto la Parigi-Tours e al diciottesimo il Tour de France. Dopo l'interruzione dell'attività agonistica dovuta alla prima guerra mondiale, riprese a correre come individuale nel 1919, imponendosi alla Parigi-Tours e ritirandosi al Tour de France. Nel 1920 non terminò il Tour de France, mentre l'anno successivo fu settimo alla Grande Boucle e alla Parigi-Roubaix. Nel 1922 fu quarto alla Parigi-Tours e sesto al Tour de France. Nel 1923, con la maglia della Peugeot-Wolber, ottenne il suo miglior piazzamento al Tour de France, concludendo al quarto posto, slaendo anche sul gradino più basso del podio alla Parigi-Tours. Nel 1924, all'ultima stagione tra i professionisti, fu decimo al Tour de France.

## Palmarès
- 1909 (Dilettanti, una vittoria)

Sedan-Bruxelles
- 1919 (Indipendente, una vittoria)

Parigi-Tours

## Piazzamenti

### Grandi Giri
- Tour de France

1912: 7º
1914: 18º
1919: ritirato (2ª tappa)
1920: ritirato (5ª tappa)
1921: 7º
1922: 6º
1923: 4º
1924: 10º

### Classiche monumento
- Parigi-Roubaix

1912: 23º
1921: 7º
- Liegi-Bastogne-Liegi

1909: 5º